# 北沼駅
北沼駅（きたぬまえき）は、青森県八戸市河原木北沼にある八戸臨海鉄道が運営する貨物駅である。

## 概要
専用線コンテナ貨物・専用線発着車扱貨物の取扱駅である。
駅の北側にある三菱製紙八戸工場へ至る専用線があり、当駅からコンテナによる紙製品の輸送が新座貨物ターミナル駅や百済貨物ターミナル駅へ向けて行われている。かつては紙製品輸送は有蓋車を用いていたが、2003年3月の金町駅行き輸送廃止をもってコンテナへの置き換えが完了した。また、まれに酒田港駅からタンク車で液体塩素が到着している。
1995年頃までは八戸製錬八戸製錬所への専用線があり化学薬品の取り扱いを、1980年代まで鉄鋼会社の専用線があり有蓋貨車を使用した輸送を行っていた。

## 歴史
- 1966年（昭和41年）3月25日：青森県営専用鉄道の終点として開設。三菱製紙八戸工場への専用線が開通[1]。
- 1970年（昭和45年）12月1日：青森県営専用鉄道が廃止、八戸臨海鉄道北沼駅開業。

## 駅周辺
- 青森県道19号八戸百石線
- 三菱製紙八戸工場
- 八戸製錬八戸製錬所
- シルバークリニック（旧シルバー病院）
  - はくじゅ
- フェリー埠頭

## 隣の駅
八戸臨海鉄道
八戸臨海鉄道線
八戸貨物駅 - 北沼駅